# Anya Chalotra

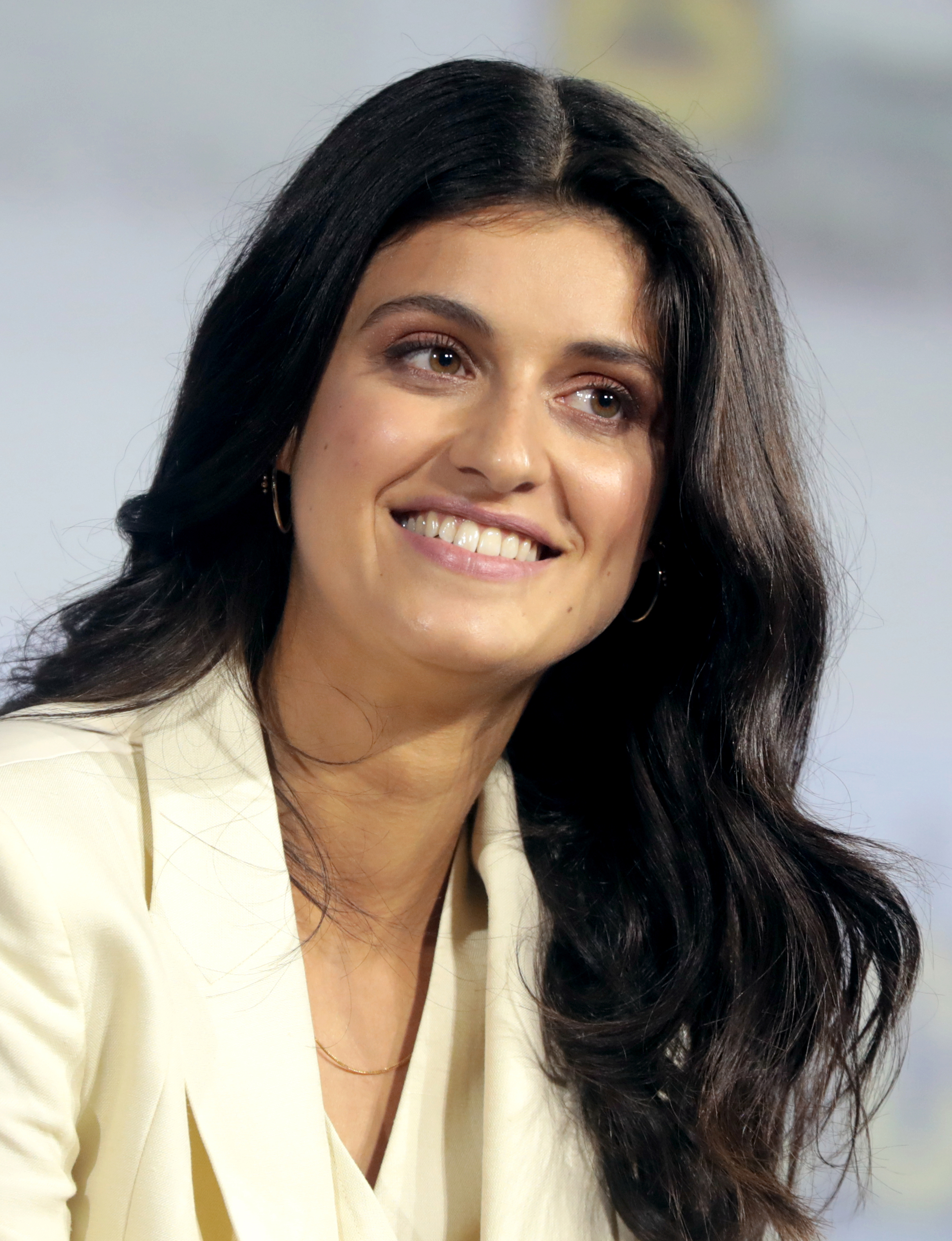
Anya Chalotra (2019)

Anya Chalotra (* 28. Juli 1995 in Wolverhampton, England) ist eine britische Schauspielerin. Bekanntheit erlangte sie durch die Rolle als Yennefer von Vengerberg in der Netflix-Serie The Witcher.

## Leben
Chalotra wuchs in Lower Penn im District South Staffordshire in einer britisch-indischen Familie auf. Ihr Vater ist Inder, und ihre Mutter ist Britin. Sie besuchte die St. Dominic's Grammar School for Girls in Brewood, wo sie an Aufführungen des Schultheaters mitwirkte. Ihre Schauspielausbildung erhielt sie zunächst an der London Academy of Music and Dramatic Art (LAMDA). Später studierte sie an der Guildhall School of Music and Drama, das Studium schloss sie 2017 ab.

### Theater
Nach Abschluss ihrer Ausbildung stand sie 2017 in Viel Lärm um nichts als Leonatos Tochter Hero am Shakespeare’s Globe auf der Bühne. Für ihre Darstellung wurde sie in der Kategorie Best Actress in a Play at The Stage Debut Awards nominiert. Am Theatre Royal Stratford East spielte sie 2018 in The Village die Hauptrolle der Jyoti. 2019 war sie am National Theatre in Peer Gynt von David Hare nach dem gleichnamigen Drama von Henrik Ibsen in einer Koproduktion mit dem Edinburgh International Festival als Sabine zu sehen.

### Film und Fernsehen

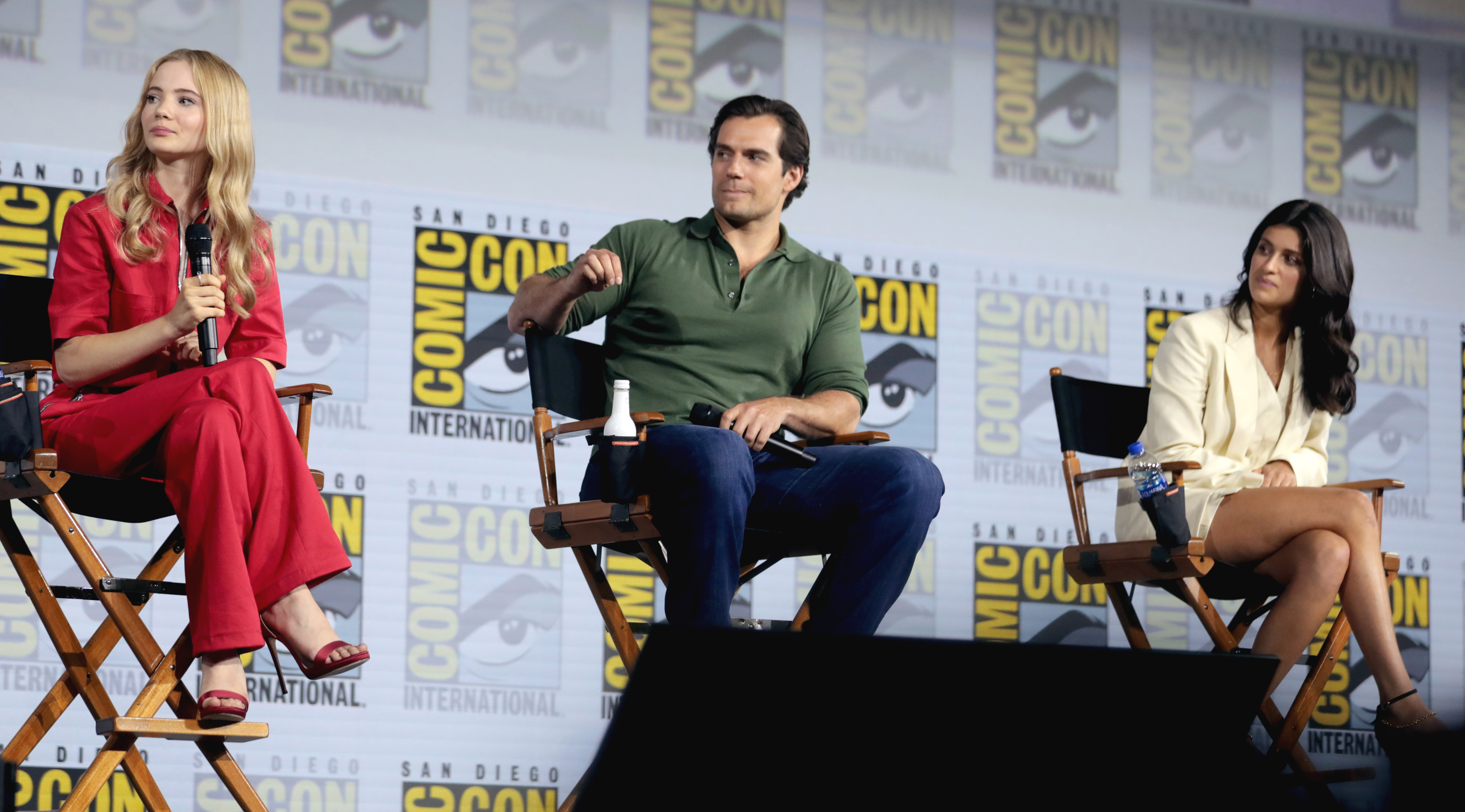
Die Hauptdarsteller von The Witcher Freya Allan, Henry Cavill und Anya Chalotra auf der San Diego Comic-Con International 2019

In der Fernsehserie Wanderlust, einer Koproduktion von BBC One und Netflix mit Toni Collette und Steven Mackintosh in den Hauptrollen, spielte sie 2018 die Rolle der Jennifer Ashman. In der dreiteiligen Miniserie Die Morde des Herrn ABC, einer Adaption des gleichnamigen Kriminalromans von Agatha Christie für die BBC mit John Malkovich als Hercule Poirot, verkörperte sie die Rolle der Lily Marbury. Für die animierte YouTube-Premium-Serie Sherwood, inspiriert von der Legende von Robin Hood, lieh sie Robin Loxley ihre Stimme.
In der Netflix-Serie The Witcher mit Henry Cavill als Geralt von Riva und Freya Allan als Prinzessin Ciri übernahm sie 2019 die Rolle der Zauberin Yennefer von Vengerberg. 2020 wurde bekannt, dass sie in der Netflix-Animationsserie Army of the Dead: Lost Vegas in der englischen Fassung der Figur Lucilia ihre Stimme leihen soll. Im selben Jahr wurde sie vom britischen Branchendienst Screen International zu den Stars of Tomorrow gezählt.

## Filmografie (Auswahl)

### Filme und Serien
- 2018: Wanderlust (Fernsehserie, 5 Episoden)
- 2018: Die Morde des Herrn ABC (The ABC Murders, Miniserie, 3 Episoden)
- 2019: Sherwood (Fernsehserie, 10 Episoden, Stimme)
- seit 2019: The Witcher (Fernsehserie)

### Videospiele
- 2024: Unknown 9: Awakening (Haroona, Aussehen[18] und Stimme)